# Tage Ekfeldt
Tage Henning Ekfeldt (ur. 14 czerwca 1926 w Kuddby w gminie Norrköping, zm. 28 grudnia 2005 w Skövde) – szwedzki lekkoatleta (sprinter i średniodystansowiec), medalista mistrzostw Europy z 1950.
Zdobył brązowy medal w sztafecie 4 × 400 metrów na mistrzostwach Europy w 1950 w Brukseli, za zespołami Wielkiej Brytanii i Włoch (sztafeta biegła w składzie: Gösta Brännström, Ekfeldt, Rune Larsson i Lars-Erik Wolfbrandt).
Odpadł w eliminacjach biegu na 400 metrów i sztafety 4 × 400 metrów w składzie: Brännström, Ekfeldt, Larsson i Wolfbrandt na igrzyskach olimpijskich w 1952 w Helsinkach.
Na mistrzostwach Europy w 1954 w Bernie szwedzka sztafeta 4 × 400 metrów w składzie: Brännström, Uno Elofsson, Ekfeldt i Wolbrandt zajęła 4. miejsce, a Ekfeldt zajął 7. miejsce w finale biegu na 800 metrów.
Ekfeldt był rekordzistą Szwecji w biegu na 800 metrów z czasem 1:49,0 osiągniętym 14 sierpnia 1953 w Örebro, a także w sztafecie 4 × 400 metrów z wynikiem 3:11,6 (27 sierpnia 1950 w Brukseli).
Był mistrzem Szwecji w biegu na 400 metrów w 1952 oraz w biegu na 800 metrów w 1952 i 1953.